# Aisha Augie-Kuta
Aisha Augie-Kuta (11 de abril de 1980) es una fotógrafa y cineasta nigeriana, residente en Abuya.  Es hausa del área de gobierno local de Argungu en el norte de Nigeria. Ganó el premio a Artista Creativa del año en los premios The Future 2011. Es asesora especial del Ministerio Federal de Finanzas, Presupuesto y Planificación Nacional. Antes de esto, fue asistente especial principal del Gobernador del Estado de Kebbi. Lidera varias iniciativas de desarrollo para la promoción del empoderamiento de los jóvenes y las mujeres en Nigeria.

## Biografía
Nacida Aisha Adamu Augie en Zaria, estado de Kaduna, Nigeria, es hija del difunto senador Adamu Baba Augie (político y locutor), y de la jueza Amina Augie. Se interesó por la fotografía cuando su padre le regaló una cámara a una edad temprana.
Recibió una licenciatura en Comunicación de Masas de la Universidad Ahmadu Bello, Zaria y estudia una Maestría en Medios y Comunicación en la Universidad Panafricana, Lagos (ahora Universidad Pan Atlántica). Se convirtió en asociada de Nigeria Leadership Initiative (NLI) en mayo de 2011. También es vicepresidenta de Women in Film and Television in Nigeria (WIFTIN), el capítulo de África Occidental de la cadena con sede en Estados Unidos y fue cofundadora de Photowagon, un colectivo de fotografía nigeriano, en 2009.
En 2010, fue incluida, junto con otras 50 mujeres nigerianas, en un libro y exposición para las celebraciones 50@50 de la nación apoyadas por la Iniciativa Mujeres por el Cambio.
En 2014, realizó su primera exposición fotográfica individual, titulada Alternative Evil.
Ha sido panelista y oradora en eventos y ha participado en eventos TEDx en Nigeria.
Prestó juramento como Defensora de la Mujer de Alto Nivel en Educación de UNICEF con un enfoque en las niñas y mujeres jóvenes.
Prestó juramento como Defensora de la Mujer de Alto Nivel en Educación de UNICEF con un enfoque en las niñas y mujeres jóvenes.
En 2018, fue la representante principal del sector de las artes visuales de Nigeria en la reunión con Su Alteza Real Carlos, Príncipe de Gales en el British Council en Lagos. 
Es la primera política en postularse para las primarias de la Cámara de Representantes bajo un partido importante para la circunscripción federal Argungu-Augie en el estado de Kebbi, Nigeria. 
Trabajó como Asistente Especial Principal del Gobernador del Estado de Kebbi, Nigeria en Nuevos Medios.

## Premios
- 2011: Ganadora, Artista creativa del año en The Future Awards[9]
- 2014: Premio Sisterhood a la fotógrafa del año[10]
- 2014: Ganadora del concurso "Through-My-Eyes" del British Council[11]
- 2015: Embajador, Semana de la Moda de Lagos
- 2016: Premio a la excelencia (Liderazgo y servicio a la humanidad), Cámara Júnior Internacional
- 2016: Top 7 jóvenes empresarios nigerianos, liderazgo
- 2016: HiLWA: Defensora de Mujeres de Alto Nivel, (Educación y Acción Afirmativa de Niñas) UNICEF / Gobierno del Estado de Kebbi
- 2016: Miembro de la Agencia de Cooperación Internacional de Corea

## Exposiciones
- 50 años por delante a través de los ojos de las mujeres nigerianas, Lagos, (Schlumberger, Embajada del Reino de los Países Bajos, Fundación de Artistas Africanos)[12]
- 50 años por delante a través de los ojos de las mujeres nigerianas, Abuya, Nigeria; abril de 2010 (Transcorp Hilton, Embajada del Reino de los Países Bajos, Fundación de Artistas Africanos)[13]
- My Nigeria; The Photowagon Exhibits, Abuya, Nigeria, diciembre de 2010 (The Photowagon, Thought Pyramid Gallery)[2]
- Water and Purity, African Artists Foundation, Lagos, Nigeria, septiembre de 2012[14]
- Exposición de fotografía del centenario de Nigeria, julio de 2014[15]
- Cultura material, Festival de fotografía de Lagos, octubre-noviembre de 2014[16][17]
- Alternative Evil, Exposición de medios mixtos, IICD Abuja, Nigeria 2014
- Innumerables millas, exposición de viajes nigerianos, Miliki Lagos, Nigeria 2016
- Antes, Antes y Ahora, Ahora, Mira Forum, Art Tafeta Porto, Portugal, 2016
- Para marcar nuevos comienzos : Africa 'African Steeze Los Ángeles, EE. UU., 2016
- Consumo a la luz de la luna, Environmental Art Collective Abuja, Nigeria, 2015
- Uniones fotográficas, Thought Pyramid Art Center Abuja, Nigeria, 2015

## Publicaciones
- 50@50 Nigerian Women: The journey so far. Nigeria: Rimson Associates. 2010. pp. 32-35. ISBN 978-8033-05-9.